# Чо Бён Ок
Чо Бён Ок (кор. 조병옥?, 趙炳玉?; (1894—1960) — южнокорейский политик и дипломат.
Чо родился в христианской семье (протестант) и учился в христианских школах в Корее. После этого он поступил в Колумбийский университет в Нью-Йорке, где получил степень доктора философии в 1925 году. В том же году он вернулся в Корею и стал профессором экономики в Колледже Ёнхи (сегодня — Университет Ёнсе). В 1929 году был посажен в тюрьму за участие в антияпонских выступлениях в Кванджу. После освобождения из тюрьмы стал сотрудником газеты «Чосон ильбо». В 1940 году он был снова посажен за националистическую деятельность.
Чо был одним из основателей консервативной Демократической партии Кореи в 1945 году (в 1949 преобразована в Национально-демократическую партию, в 1955 вернула первоначальное название, объединившись с другими партиями).
После основания Республики Корея в 1948 году занимал пост министра внутренних дел.
В этот период Чо занимался реорганизацией полицейских подразделений Республики Корея, принявших участие в Корейской войне.
Первый глава Национального полицейского управления Республики Корея, на этой должности активно подавлял выступления левых.
В 1948—1950 годах был главным посредником между Временным Правительством Республики Корея и Комиссией ООН по Корее (UNCOK).
С 1951 года Чо был генеральным секретарём Национально-демократической партии. В 1954 и 1958 избирался в Национальное собрание. В 1955 году основал обновлённую Демократическую партию.
Был соратником Ли Сын Мана и его представителем в ООН, но после того, как в 1951 году у Чо возникли разногласия с Ли, стал одним из главных его критиков. В 1952 году, во время противостояния Ли Сын Мана и Национального собрания, американцы предлагали ему вместе с двумя другими оппозиционерами совершить переворот против власти Ли. Его Демократическая партия была главной оппозиционной партией и на парламентских выборах 1954 года получила значительную поддержку в городских округах.
Был главным кандидатом в президенты от оппозиции (Демократической партии) на выборах 1960 года. Его смерть от сердечного приступа 15 февраля, за месяц до выборов, позволила Ли Сын Ману выиграть выборы как единственному кандидату, но последующее народное возмущение и Апрельская революция положили конец правлению Ли.

## Комментарии
1. ↑  После расформирования Временной комиссии ООН по Корее (UNTCOK), не признанной Советским Союзом, была создана UNCOK, чтобы руководить выводом войск и способствовать объединению Кореи[9].